# メロス包囲戦
メロスの包囲戦（めろすのほういせん、英: Siege of Melos）とは紀元前416年にペロポネソス戦争中に発生し、これはアテナイとスパルタの間で戦われた戦争であった。ミロス島はエーゲ海にある島で、古代ギリシア本土から東に約110キロメートル (68マイル)離れている。メロス人はスパルタとの祖先的な繋がりを持っていたが、戦争においては中立であった。アテナイは紀元前416年の夏にメロスを侵略し、メロス人に降伏してアテナイに貢物を支払うか、滅亡するかを要求した。メロス人は拒否したため、アテナイ人は彼らの都市を包囲した。メロスは冬に降伏し、アテナイ人はメロスの男性を処刑し、女性と子供を奴隷とした。
この包囲はメロスの対話として最もよく知られており、これは古典期のアテナイの歴史家トゥキュディデスによって書かれた、包囲前のアテナイ人とメロス人の間の交渉を劇化したものである。この交渉において、アテナイ人は彼らの侵略に対する道徳的正当化を提供せず、代わりにアテナイはその目的のためにメロスを必要としており、戦わずに降伏することでメロス人が得られる唯一のものは自己保存であると率直に述べた。これは、利己的かつ実利的な関心が戦時中の国を動機づけることを示すために、現実主義の古典的事例研究として教えられている。

## 背景

ミロス島、デロス同盟、およびペロポネソス同盟

ペロポネソス戦争は紀元前431年から404年まで続いた。戦争はペロポネソス同盟とデロス同盟の間で戦われ、前者はスパルタが主導するギリシア都市同盟、後者はアテナイが主導する同盟であった。アテナイは優れた海軍を持ち、エーゲ海のほぼすべての島々を支配していた。ミロス島はアテナイが支配していないエーゲ海唯一の重要な島であった。メロスの人々はドーリア人で、スパルタ人と同じ民族集団であったが、スパルタ帝国からは独立していた；アテナイ人はイオニア人であった。一般に、メロス人は戦争において中立を保とうとしたが、紀元前428年から425年の間のある時点で、メロス人の何人かがスパルタの戦争努力に少なくとも20ミナの銀（約12.5 kg）を寄付したという考古学的証拠がある。
紀元前426年、アテナイは2,000人の軍隊を送ってメロスの田園地帯を襲撃したが、メロス人は屈服しなかった。紀元前425年または424年、アテナイはメロスに15タレント (単位)の銀（およそ390 kg）の貢物を要求した。この金額は三段櫂船の乗組員の賃金を15ヶ月分支払うことができ、または540メートルトンの小麦を購入でき、これは2,160人を1年間養うのに十分であった。メロスの相対的な規模を考えると、これは豊かな島であったことを示している。メロスは支払いを拒否した。

## 包囲
紀元前416年の夏、スパルタとの休戦中に、アテナイはメロスを征服するために少なくとも3,400人の軍隊を派遣した：アテナイからの1,600人の重装歩兵、300人の弓兵、20人の騎馬弓兵に加え、他のデロス同盟都市からの1,500人の重装歩兵であった。この軍隊を輸送した艦隊は38隻の船を持っていた：アテナイからの30隻、キオスからの6隻、そしてレスボスからの2隻であった。この遠征はクレオメデスとティシアスの将軍によって指揮された。島に陣を張った後、アテナイ人はメロスの統治者と交渉するために使者を送った。使者はメロスにデロス同盟に加わり、アテナイに貢物を支払うか、滅亡に直面するかを要求した。メロス人は最後通牒を拒否した。アテナイ人は都市を包囲し、彼らの軍隊の大部分を島から引き上げて他の場所で戦わせた。メロス人は数回の出撃を行い、ある時点ではアテナイの防衛線の一部を捕獲したが、包囲を突破することはできなかった。その対応として、アテナイはフィロクラテスの指揮下で援軍を送った。アテナイ人はまたメロス内部の裏切り者からも助けを得た。メロスは冬に降伏した。

## その後
アテナイ人は戦闘年齢の男性を処刑し、女性と子供を奴隷として売却した。その後、彼らは自分たちの入植者500人を島に定住させた。
紀元前405年、アテナイが戦争に敗れつつあった時期に、スパルタの将軍リュサンドロス (提督)はメロスからアテナイの入植者を追放し、包囲の生存者を島に戻した。かつて独立していたメロスはスパルタの領土となり、これはスパルタの駐屯軍と軍事総督（ハルモスト）が置かれたことを意味した。

## メロスの対話
『戦史 (トゥキュディデス)』（第5巻、第84-116章）において、当時のアテナイの歴史家トゥキュディデスはアテナイの使者とメロスの統治者との間の交渉を劇化したものを含めた。トゥキュディデスは交渉を目撃しておらず、実際その時は亡命中であったため、この対話は彼が議論されたと考えたことを言い換えたものである。

### 概要
アテナイ人はメロス人に最後通牒を提供する：降伏してアテナイに貢物を支払うか、滅ぼされるかである。アテナイ人は状況の道徳性について議論することに時間を浪費したくないと述べる。なぜなら実際には力が正義を作り出すからであり、彼ら自身の言葉では「強者は彼らができることを行い、弱者は彼らがしなければならないことを耐え忍ぶ」。
メロス人は彼らが中立都市であり敵ではないので、アテナイには彼らを征服する必要がないと主張する。アテナイ人は反論する：もし彼らがメロスの中立と独立を受け入れれば、弱く見えるだろう。彼らの臣下は、アテナイがメロスを征服するほど強くなかったからメロスを手付かずのそのままにしたと考えるだろう。
メロス人は侵略が他の中立ギリシア国家を警戒させ、彼ら自身も侵略される恐れから、アテナイに敵対的になると主張する。アテナイ人は反論する：本土の他のギリシア国家はこのように行動する可能性は低い。なぜなら彼らは自由で独立しており、したがってアテナイに対して武器を取ることを嫌うからである。アテナイが心配しているのは、すでに征服された不満を持つ人々、特に彼らの海の支配を脅かす可能性のある島々からの潜在的な反乱である。メロスを征服することは、アテナイの強さを示し、反乱を思いとどまらせるだろう。
メロス人は戦わずに降伏することは恥ずべき臆病なことだと主張する。アテナイ人はメロス人に対し、彼らは公平な戦いに直面しておらず、敗北は絶滅を意味するので、プライドを飲み込むよう勧める。
メロス人は、アテナイ人がはるかに強いとはいえ、メロス人が勝利する可能性はまだあり、彼らは運試しをしないことを後悔するだろうと主張する。アテナイ人は反論する：メロス人は彼らの勝利の見込みが非常に薄く、敗北の結果が恐ろしいとき、希望に耽るべきではない。もしメロス人が抵抗すれば、彼らはおそらく敗北し、彼らの非合理的な楽観主義を苦々しく後悔することになるだろう。
メロス人は彼らの立場が道徳的に正当であるため、神々が助けてくれると主張する。アテナイ人は反論する：神々は介入しないだろう。なぜなら強者が弱者を支配することは自然の秩序だからである。
メロス人は彼らのスパルタの同胞が彼らの防衛に来るだろうと主張する。アテナイ人は反論する：スパルタ人はメロスに介入するほどの危険を冒すほど利害関係がなく、アテナイがより強力な海軍を持っていることを指摘する。
アテナイ人はメロス人の現実主義の欠如に対する衝撃を表明する。彼らは圧倒的に強い敵に、特に妥当な条件を提示している敵に降伏することに恥はないと繰り返す。メロス人は心を変えず、丁重に使者を解散する。

## 分析
トゥキュディデスはメロスを征服する目的は、アテナイの島嶼領土が反乱を起こすことを思いとどまらせるために、アテナイの強さと厳格さを示すことであったと説明した。それが反乱を思いとどまらせるのに効果的だったかどうかは不確かである。メロスの征服の数年後、アテナイはシケリア遠征で壊滅的な敗北を喫し、その後帝国全体で反乱が起きた。メロスの征服がもたらした利益は、シケリアで起きた災害によって帳消しになった。
メロスが本当に中立だったかどうかは、学者の間で時々議論される。トゥキュディデスは紀元前426年のニキアスによる襲撃の後、メロス人は「公然たる敵対的な態度」を取ったと書いたが、トゥキュディデスもその時代の他の作家も、メロスがアテナイに対して犯した具体的な犯罪については言及していない。メロスがかつてスパルタにいくらかの金（およそ12.5 kgの銀）を寄付したという考古学的証拠があるが、この寄付がニキアスの襲撃の前後どちらに起きたかは不確かである。メロスは一般的に学者によってアテナイの帝国主義の罪のない犠牲者と見なされている。
エーゲ海の島々はアテナイに貴重な税収をもたらしたが、より重要だったのはおそらく彼らの港の支配だった。当時の軍艦（三段櫂船）は補給品をほとんど運べず、乗組員のための寝床もなかったため、補給品を購入し、食事を調理し、夜を過ごすために日々港に立ち寄る必要があった。三段櫂船はまた特に耐航性がなく、悪天候を避けるために港を必要とした。三段櫂船は通常一日に約80キロメートル (50 mi)移動できるが、アテナイからアナトリア半島までの旅は約300キロメートル (190 mi)である。したがって、エーゲ海を支配するためには、アテナイは海軍のための島々の港を支配する必要があった。もしメロスが中立なら、敵の船がそこで補給できるため、それをアテナイの敵から奪った。しかし、この問題はメロスの対話では触れられていない；実際、メロス人はなぜアテナイが彼らを手付かずのままにしておけないのか理解に苦しんでいる。
アテナイ人はペロポネソス戦争の初期や、それ以前の戦争で敗北した敵に対して慈悲を示していた。例えば、紀元前429年に反乱都市ポティダイアを鎮圧した後、アテナイ人は生き残ったポティダイア人を助け、彼らに都市を離れることを許可した。戦争が長引くにつれ、アテナイ人は寛大さが彼らを弱く見せ、反乱を奨励すると感じるようになった。アテナイ人の残虐性の高まりはまた、最初から極端だったスパルタの残虐性への対応でもあった。特に、紀元前429年にプラタイアでスパルタ人が犯した虐殺の後、アテナイ人は彼ら自身の捕虜を習慣的に虐殺するようになった。
それでも、メロス人の虐殺はギリシャ世界、アテナイでさえも衝撃を与えた。アテナイの弁論家イソクラテスは、アテナイの征服を弁護する中で、メロスでの虐殺をアテナイに対する主要な批判点として言及したが、それは必要であり、他の交戦国も同様に残酷だったと主張した。アテナイの歴史家クセノポンは、紀元前405年にスパルタ軍がアテナイに迫った時、アテナイの市民はスパルタ人がアテナイ軍がメロス人に示したのと同じ残酷さで彼らを扱うことを恐れたと書いた。
メロス人が極度の飢餓を耐えた後にのみ降伏したことを示唆する状況証拠がある：「メロスの飢饉」という表現はギリシャ語に入り、極度の飢餓の比喩となった。この表現の最初の知られている出現はアリストパネスの戯曲[鳥 (アリストパネス)|『鳥』]であり、その使用は10世紀のビザンチン百科事典『スーダ辞典』で言及されているように、東ローマ帝国時代まで続いたようである。
紀元前415年3月、アテナイの劇作家エウリピデスは『トロイアの女』という戯曲を初演した。これは征服された都市の住民の苦しみを探るものである。メロスは明示的に言及されていないが（舞台はトロイア戦争である）、多くの学者はこれをメロスでの虐殺に対する論評と見なしているが、これはありそうにない。エウリピデスはメロスの包囲が始まる前に彼の戯曲を開発していた可能性が高く、その陥落後に改訂するのは1、2ヶ月しかなかった。また、エウリピデスはその制作がいかに高価であったかを考えると、アテナイの観客を怒らせることを敢えてしなかったであろう。
メロスの運命がアテナイの政府によって決定されたのか、メロスのアテナイの将軍によって決定されたのかは不確かである。アテナイの弁論家アンドキデスに誤って帰せられた歴史的演説は、政治家アルキビアデスがアテナイの政府の前でメロスの生存者の奴隷化を支持したと主張している。この説明は命令の日付を示していないため、後になって残虐行為を正当化するために可決された可能性がある。トゥキュディデスは自身の説明ではそのような命令に言及していない。
メロス人の扱いは時に古代世界における大量虐殺の例と考えられている。